# Acuerdos de Camp David
Se conocen como los acuerdos de Camp David a los que fueron firmados por el presidente egipcio Anwar el-Sadat y el primer ministro israelí Menájem Beguín el 17 de septiembre de 1978 tras doce días de negociaciones secretas con la mediación del presidente de los Estados Unidos, Jimmy Carter, y mediante los cuales Egipto e Israel firmaron la paz en los conflictos territoriales entre ambos países.
Tras las elecciones presidenciales en Estados Unidos en 1976, Jimmy Carter había iniciado contactos directos entre los dirigentes de Egipto, Siria, Jordania e Israel, junto a representantes palestinos, para impulsar un proceso de paz que pusiera término, al menos, a los enfrentamientos fronterizos entre Israel y sus vecinos árabes, para entrar más tarde en el fondo del problema palestino que se pretendía resolver.
Carter y Cyrus Vance, Secretario de Estado en ese momento, retomaron la iniciativa de las reuniones de Ginebra de 1973 tomando como base la necesidad de que Israel se retirase de los territorios ocupados en las sucesivas guerras desde su independencia. El cambio en la dirección de la política israelí tras las elecciones de mayo de 1978 de Isaac Rabin a Menájem Beguín no supuso, en principio, un problema en el proceso exploratorio iniciado por la diplomacia americana.
El punto de partida de Israel era negar la presencia palestina en cualquier conversación y aceptar una posible retirada de la península del Sinaí. Por su parte, Egipto no quería la intervención norteamericana en el proceso y prefería conversaciones bilaterales de Israel con cada uno de los países árabes.

## La iniciativa de Sadat
Las diferencias al tiempo de contemplar el proceso de paz entre Egipto y Siria, movió al presidente Sadat a efectuar un viaje por sorpresa a Israel en noviembre de 1977, reconociendo implícitamente por vez primera al estado judío y desvinculándose definitivamente de cualquier iniciativa conjunta con el resto de países árabes y los palestinos. Las razones hay que buscarlas, en parte, en la necesidad de Egipto de mejorar una economía maltrecha que precisaba las inversiones norteamericanas;[cita requerida] superar un conflicto con su vecino Israel que había consumido el destino de buena parte de los recursos a gastos militares y la impaciencia por la actitud de Siria y los palestinos. Por otra parte, Sadat conocía las repercusiones inmediatas que iba a tener en el mundo árabe la iniciativa, pero confiaba en que el proceso de reconocimiento del estado judío sirviera a su vez para que los palestinos pudieran reclamar un estado propio también.
Por su parte Israel no podía negar en este caso la buena fe de su vecino egipcio al dar el primer paso en la resolución del conflicto, los problemas bilaterales con Egipto no eran los más graves y aseguraban de alguna forma la estabilidad del frente occidental y dividían a los árabes. Los Estados Unidos, sorprendidos al principio por la iniciativa de Sadat, vieron una oportunidad para cambiar la dinámica árabe-israelí, aunque la apuesta inicial fuera un ambicioso acuerdo de paz multilateral.

## La negociación
Así las cosas, Jimmy Carter y Cyrus Vance arroparon la iniciativa de conversaciones bilaterales entre Sadat y Begin en Estados Unidos, con la promesa expresa de ambas partes de que, en caso de no llegar a un acuerdo, eso no supondría una inmediata escalada militar en la zona.
El 5 de septiembre de 1978, empezaron las conversaciones en Camp David. Sadat, primer impulsor de las conversaciones bilaterales, se vio en la necesidad de pedir al Presidente Carter que hiciera de correo de las propuestas durante los trece días que duraron, al considerarse incapaz de tratar las cuestiones directamente con un hombre que representaba un Estado enemigo. Esta situación se prolongó todo el tiempo y mucho más tarde el propio Sadat reconoció la situación y la justificó por un sentimiento encontrado entre proteger a su pueblo pero a la vez que creyeran que traicionaba a sus aliados árabes.
En cualquier caso los puntos de partida de ambas partes eran los siguientes: Egipto deseaba la retirada total de las fuerzas israelíes de la península del Sinaí y su plena devolución a soberanía egipcia; en segundo lugar, la retirada israelí de la Franja de Gaza y Cisjordania, así como la eliminación de los asentamientos judíos en dichas zonas, que constituirían el futuro Estado palestino en un breve plazo. Ello aseguraría la firma de un tratado de paz entre Israel y Egipto y el reconocimiento de ambos Estados. Por su parte, Israel estaba dispuesta a negociar una retirada casi total de la península del Sinaí de sus fuerzas en el plazo de un año con la firma de un tratado de paz, dejando una zona mínima de seguridad, a cambio Egipto no reclamaría la creación de un Estado palestino y reconocería al Estado de Israel.

## Los acuerdos
Tras una crisis significativa el día 14 de septiembre que estuvo al borde de hacer fracasar las negociaciones, el 17 se firmó un acuerdo público refrendado por Estados Unidos que en síntesis determinaba:
En primer lugar, Israel abandonaría el Sinaí por completo, incluido el desmantelamiento de las colonias instaladas, devolviendo la plena soberanía del mismo a Egipto que no podría mantener más que un número reducido de fuerzas militares en la zona, firmándose la paz seis meses más tarde. A su vez, Egipto reconocería la existencia del Estado de Israel. Egipto fue el primer país del mundo árabe en hacerlo, lo cual le supuso el descontento de los demás países árabes.
En segundo lugar se firmó un acuerdo básico que establecía el calendario y un mínimo de competencias para negociar el establecimiento de un régimen autónomo en Cisjordania y en la franja de Gaza.
Al mismo tiempo se estableció el franco paso de buques en el canal de Suez y otras cuestiones menores.
La firma de los acuerdos supuso el establecimiento de un régimen doble: el Estado de Israel y los Territorios Ocupados de Palestina, estos últimos gobernados militarmente. Aunque los acuerdos aseguraban la soberanía de Israel, también restringieron la capacidad de los palestinos de acceder al espacio económico y político y, como resultado, a lo largo de los años ochenta, hubo una continuada resistencia y oposición que culminará en la intifada de 1987.

## Consecuencias
Los Acuerdos de Camp David cambiaron la política en el Medio Este. Egipto tenía la percepción que los árabes cambiaran el mundo. Con la más poderosa fuerza militar de los árabes y con una historia de liderazgo en el mundo árabe bajo Nasser, Egipto tenía más influencia que cualquiera de los otros estados árabes. Egipto fue suspendido de la Liga Árabe de 1979 y 1989.
El Rey Hussein de Jordania, vío esto como una bofetada a la cara la participación voluntaria de Jordania en la decisión de como funcionaría la autonomía para los palestinos. Específicamente, Sadat dijo que Jordania podría tener un papel en cómo se administraría Cisjordania. Como la Resolución de la Cumbre de Rabat, los Acuerdos de Camp David circunscribieron el objetivo de Jordania para tener el control de Cisjordania. Centrándose en Egipto, la administración Carter aceptó la afirmación de Sadat que podría entregar a Hussein. Mientras tanto, la oposición árabe se construía contra Sadat, Jordania no aceptó los riesgos de los Acuerdos sin el apoyo de sus vecinos árabes, como Irán, Arabia Saudita y Siria. Hussein se sintió desairado diplomáticamente. Uno de los arrepentimientos de Carter de haber seguido la opinión de Sadat que podía hablar con Hussein si Jordania rechazaba unirse a las pláticas, pero para entonces el daño ya estaba hecho para los jordanos.
Los acuerdos de Camp David también favorecieron la desintegración del frente de la Unión Árabe en oposición a Israel. El rechazo a Egipto en el mundo árabe creó un vacío de poder que Saddam Hussein de Irak, intentó utilizar. Debido al vago lenguaje relativo a la implementación de la Resolución 242, el problema palestino -el problema principal en el conflicto árabe-israelí-, muchas de las naciones árabes culparon a Egipto por no poner suficiente presión sobre Israel, para tratar dicho problema palestino de una manera satisfactoria para todos. Siria también le comunicó a Egipto que no se reconciliaría con la nación a menos que abandonase los acuerdos de paz con Israel.
La consecuencia más inmediata de los acuerdos fue el rechazo frontal del mundo árabe al mismo, incluidos los palestinos, con la ruptura de relaciones diplomáticas con varios Estados árabes. Después se firmó un tratado de paz entre ambas partes que puso fin a los años de hostilidades entre los dos países.
El asesinato de Sadat en 1981 y el enfrentamiento entre Irak e Irán en 1980 tuvieron sus raíces en la fractura del mundo árabe y musulmán. Irak trataba de erigirse en referente de la zona tras el castigo que sufría Egipto y demostrar su potencia militar, no tanto ante Israel, como ante sus países vecinos. Las consecuencias a más largo plazo fueron la evidencia de que era posible un modelo de convivencia de los distintos estados árabes con el estado judío y que los caminos para la resolución del conflicto palestino podían seguir un modelo de negociación alejado del enfrentamiento bélico.